# Koumnéré
Koumnéré är en ort i Burkina Faso.   Den ligger i regionen Centre-Sud, i den centrala delen av landet, 60 km söder om huvudstaden Ouagadougou. Koumnéré ligger 319 meter över havet och antalet invånare är 734.
Terrängen runt Koumnéré är platt, och sluttar söderut. Närmaste större samhälle är Tuili, 16,7 km norr om Koumnéré.
Omgivningarna runt Koumnéré är en mosaik av jordbruksmark och naturlig växtlighet. Runt Koumnéré är det ganska tätbefolkat, med 60 invånare per kvadratkilometer.